# Timidez (botánica)

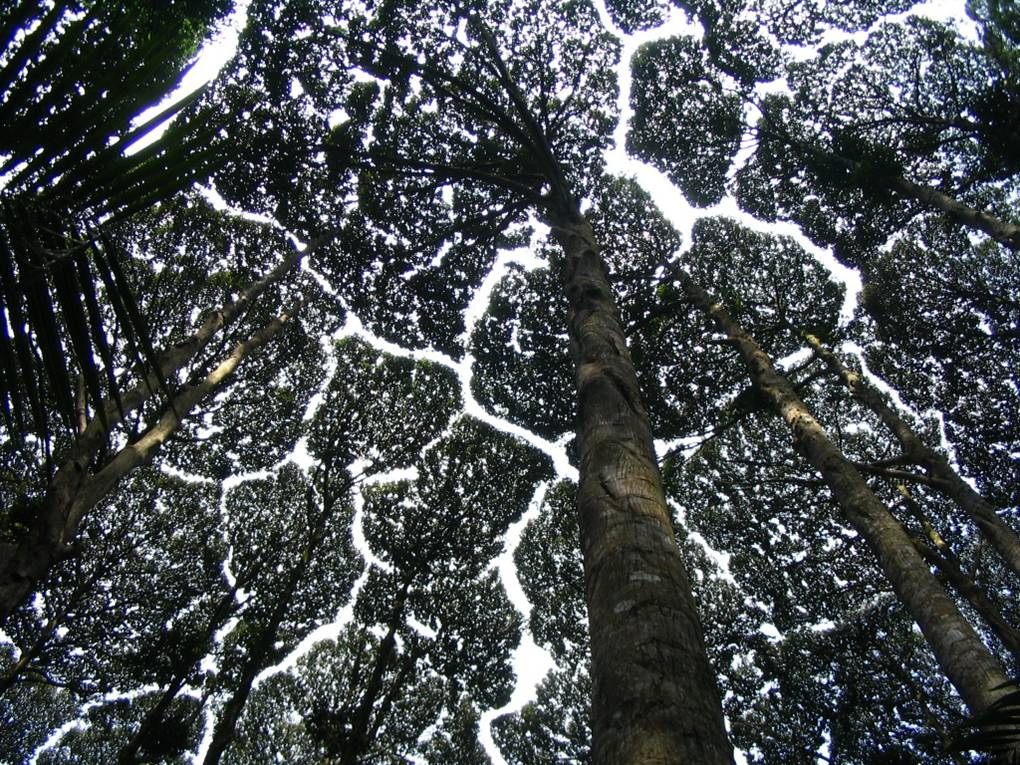
Fenómeno de fisuras de timidez en el dosel de Dryobalanops aromatica. Instituto de Investigación Forestal de Malasia.

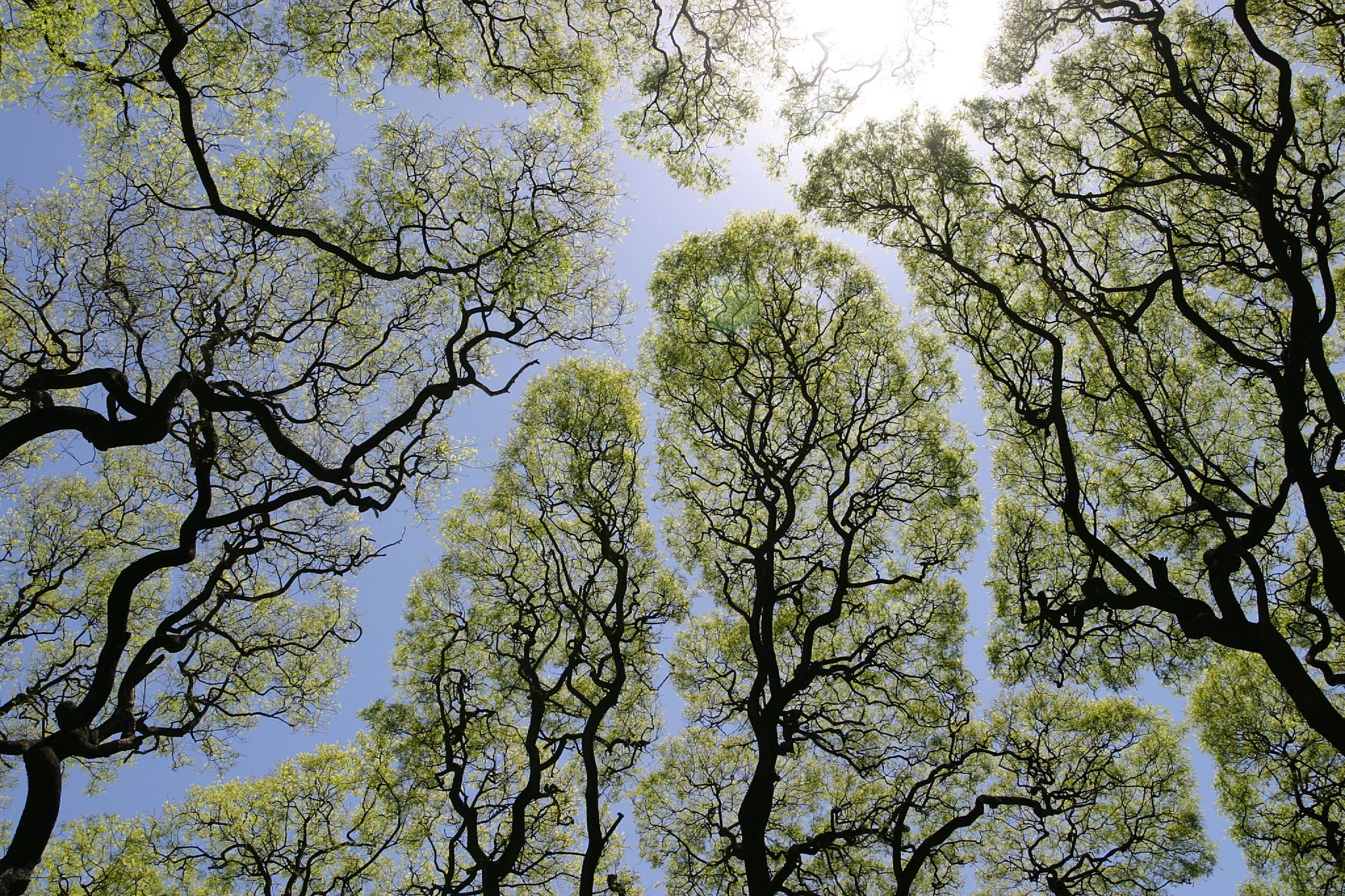
Fisuras de timidez en la Plaza San Martín (Buenos Aires), Argentina.

La timidez entre árboles es un fenómeno observado en algunas especies arbóreas, en el cual las copas de árboles frondosos no se tocan entre sí, formando un dosel con brechas. En inglés también es conocido como canopy disengagement, dosel shyness, crown shyness o intercrown spacing.
El fenómeno es más prevalente entre árboles de la misma especie, pero también ocurre entre árboles de especies diferentes. Existen muchas hipótesis de por qué la timidez entre árboles es un comportamiento adaptativo, aun así investigaciones importantes sugieren que este fenómeno puede inhibir la propagación de minadores.

## Posibles explicaciones fisiológicas
La causa fisiológica exacta de la timidez entre árboles es incierta. El fenómeno ha sido discutido en la literatura científica desde la década de 1920. La variedad de hipótesis y de resultados experimentales podría sugerir que hay múltiples mecanismos en diferentes especies, un ejemplo de evolución convergente.
Algunas hipótesis afirman que el entrelazamiento de las ramas del dosel da lugar a «una poda recíproca» entre árboles adyacentes. Los árboles ubicados en zonas ventosas sufren daños físicos cuando chocan entre sí durante los vientos. Como resultado de los choques y abrasiones, se induce la forma tímida de la copa. Ciertos estudios sugieren que el crecimiento de ramas laterales es muy poco influenciado por árboles vecinos hasta que se produce una perturbación por abrasión mecánica. Si se impide artificialmente que las copas choquen durante los vientos, éstas gradualmente llenan las fisuras del dosel. Esta interpretación explica casos de timidez entre ramas del mismo organismo. Los defensores de esta idea mencionan que la timidez se observa particularmente en condiciones propicias a este tipo de poda, como bosques ventosos, bosques con árboles flexibles, y bosques en sucesión primaria en los que las ramas son flexibles y con movimientos laterales restringidos. En razón a dicha interpretación, la flexibilidad variable en ramas laterales guarda una gran relación con el grado de timidez.
Asimismo, cierta investigación sugiere que la constante abrasión en los nódulos de crecimiento interrumpe el tejido de los brotes de tal manera que se hacen incapaces de continuar creciendo lateralmente. El guardabosque australiano M. R. Jacobs, que estudió patrones en las fisuras de timidez en eucaliptos durante 1955, creía que las crecientes puntas de los árboles eran más sensibles a la abrasión, dando como resultado fisuras en el dosel. Miguel Franco (1986) observó que las ramas de Picea sitchensis (pícea de Sitka) y Larix kaempferi (alerce japonés) sufrían daño físico debido a la abrasión, la cual arrasaba los brotes principales.
Una destacada hipótesis es que la timidez del dosel está relacionada con una mutua recepción de la luz por plantas adyacentes. La respuesta de evasión a la sombra mediada por fotorreceptores es un comportamiento bien documentado en varias especies vegetales. Se piensa que la detección de plantas colindantes es una función de varios fotorreceptores, y que las plantas son capaces de percibir la proximidad de sus vecinos mediante la detección de luz roja lejana retrodispersada (FR por sus siglas en inglés). Se cree que en gran medida es una tarea lograda por la actividad de fotorreceptores fitocromo. Muchas especies de plantas responden a un incremento en la luz FR (y, por extensión, a sus vecinos invasores) dirigiendo su crecimiento fuera del estímulo de la luz FR e incrementando la velocidad de elongación. De modo parecido, la luz azul (B) es utilizada por las plantas para inducir una respuesta de evasión a la sombra, probablemente jugando una función en el reconocimiento de las plantas vecinas, aunque esta interpretación está apenas empezando a ser desarrollada.
La caracterización de estos comportamientos puede sugerir que la timidez de las copas es simplemente el resultado de un mutuo sombreado a partir de respuestas de evasión a la sombra. El becario malasio Francis S.P. Ng, quien estudió a Dryobalanops aromatica en 1977 sugirió que las puntas de crecimiento eran sensibles a niveles de luz y cesaban de crecer cuando se acercaban al follaje adyacente debido a la sombra inducida.
Francis Hallé, botánico francés, relaciona este fenómeno con la reiteración de los árboles. El mecanismo de la reiteración fue descrito por el botánico neerlandés Roelof Oldeman en 1974. Para entender cómo funciona, lo mejor es mirar a la distancia entre los meristemos que construyen el árbol. La reiteración es un progreso, es una forma más moderna y más eficaz de crecer, que se ha generalizado a la mayoría de nuestros árboles. El árbol colonialmodifica su silueta durante su vida. Agudo cuando joven, esférico cuando adulto. Es importante entender que una reiteración es un árbol pequeño pero entero y completo, con tronco, ramas, hojas y flores. A veces, la biología de la reiteración puede ser extraña. Un ejemplo de la reiteración es la timidez entre árboles vecinos que pertenecen a la misma especie. Eso ocurre en pináceas, fagáceas, mirtáceas y dipterocarpáceas-vochysiáceas. Los vecinos nunca se tocan, dejando entre ellos una fisura de timidez. En una copa muy grande, aparece la timidez entre las reiteraciones, tal como entre árboles de la misma especie.
Un estudio reciente ha sugerido que las especies del género Arabidopsis muestran diferente filotaxis cuando crecen entre especies emparentadas y junto a conespecíficos no relacionados de modo que sombrea a vecinos no emparentados y evita a los parientes. Se demostró que esta respuesta es contingente en el funcionamiento apropiado de múltiples modalidades fotosensoriales. Otros estudios han propuesto sistemas similares de inhibición de crecimiento mediada por fotorreceptores como explicación a la timidez, aunque la eventual conexión causal entre fotorreceptores y la asimetría en la copa todavía necesita ser probada experimentalmente. Esto podría explicar casos de espaciamiento entre las copas que aparecen únicamente entre conespecíficos